# 施图尔
施图尔是德国下萨克森州的一个市镇。总面积81.66平方公里，总人口33645人，其中男性16461人，女性17184人（2011年12月31日），人口密度412人/平方公里。

## 友好城市
- 法國 埃科穆瓦